# Vladislav Forejt
Vladislav Forejt, známý též pod jménem Vladislav Forejt-Alan (8. května 1897, Rokycany – 10. října 1974, Praha) byl český cestovatel a novinář.

## Život
Vladislav Forejt pocházel z hornické rodiny z Oseka (u Rokycan), otec byl obchodník a později si najal hospodářství na Smíchově (Praha). Rodiče Jan F. a Marie, roz. Lišková, měli ještě dalších šest dětí. Mladý Vladislav absolvoval obchodní akademii v Karlíně. V roce 1917 byl odveden do rakousko-uherské armády a bojoval v první světové válce. V bojích o Slovensko (1919) byl raněn.

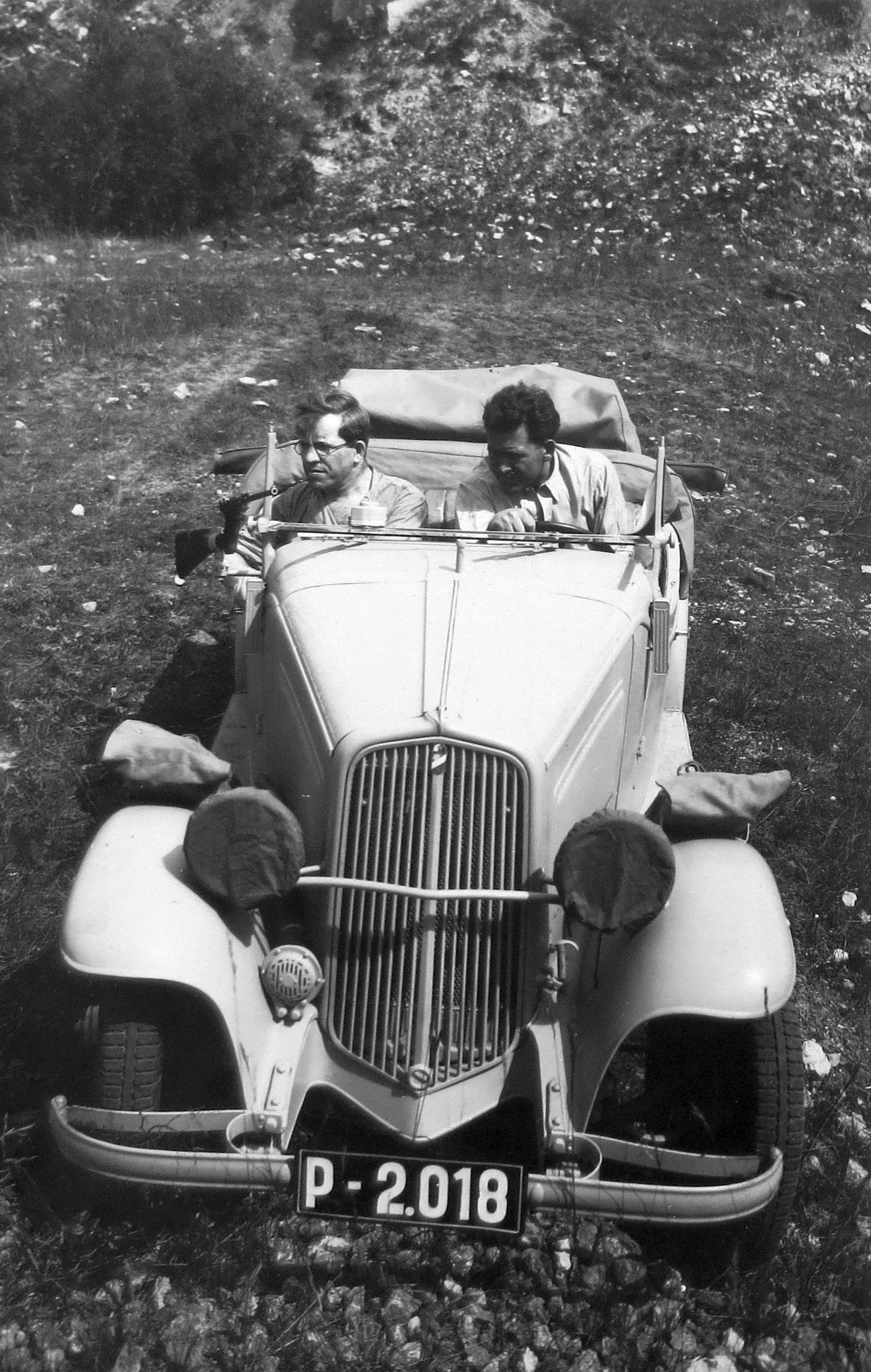
Bohemian Pioneer, příprava

Po skončení války se rozhodl odjet do Spojených států za svým strýcem, ale vzhledem k potížím se získáním vstupního víza nakonec v roce 1920 odjel do Buenos Aires. Při neptunově křtu při překročení rovníku v roce 1920 získal jméno Alan, které pak nadále používal. Poté cestoval po zemích Jižní a Střední Ameriky a nakonec odjel do Chicaga, kde získal práci jako dělník v továrně Western Electric Company. Jižní Ameriku navštívil Forejt dlouhodobě celkem třikrát. O svých cestách napsal řadu knih, ve kterých se věnoval životu českých vystěhovalců do Jižní Ameriky. Po návratu do vlasti se v dubnu 1926 stal zpravodajem Národních listů, ale ještě dvakrát se za oceán vrátil (1928 s malířem J. A. Kreutzem a znovu na počátku třicátých let, kdy tam jako obchodní agent získal i několik zvířat pro tehdy zakládanou pražskou zoo).
V roce 1931 byl píšícím zpravodajem ve výpravě továrny Walter (se 3 vozy Walter Super 6) na mezinárodní soutěži spolehlivosti na 10 000 km Evropou (AvD 10000 km Fahrt), kterou uspořádal německý autoklub Automobilclub von Deutschland. Soutěž byla ukončena v Berlíně na okruhu AVUS jízdou, při níž musely vozy jet 100 km – něco jako zkouška stálosti výkonu. Z 88 posádek na startu dojelo do cíle 67 a bez trestných bodů 60 automobilů. Všechny 3 vozy v rudých barvách zvládly nástrahy soutěže i závěrečnou zkoušku a zvítězily v soutěži továrních týmů. Mimo to vyhrály třídu nad 2000 cm³.

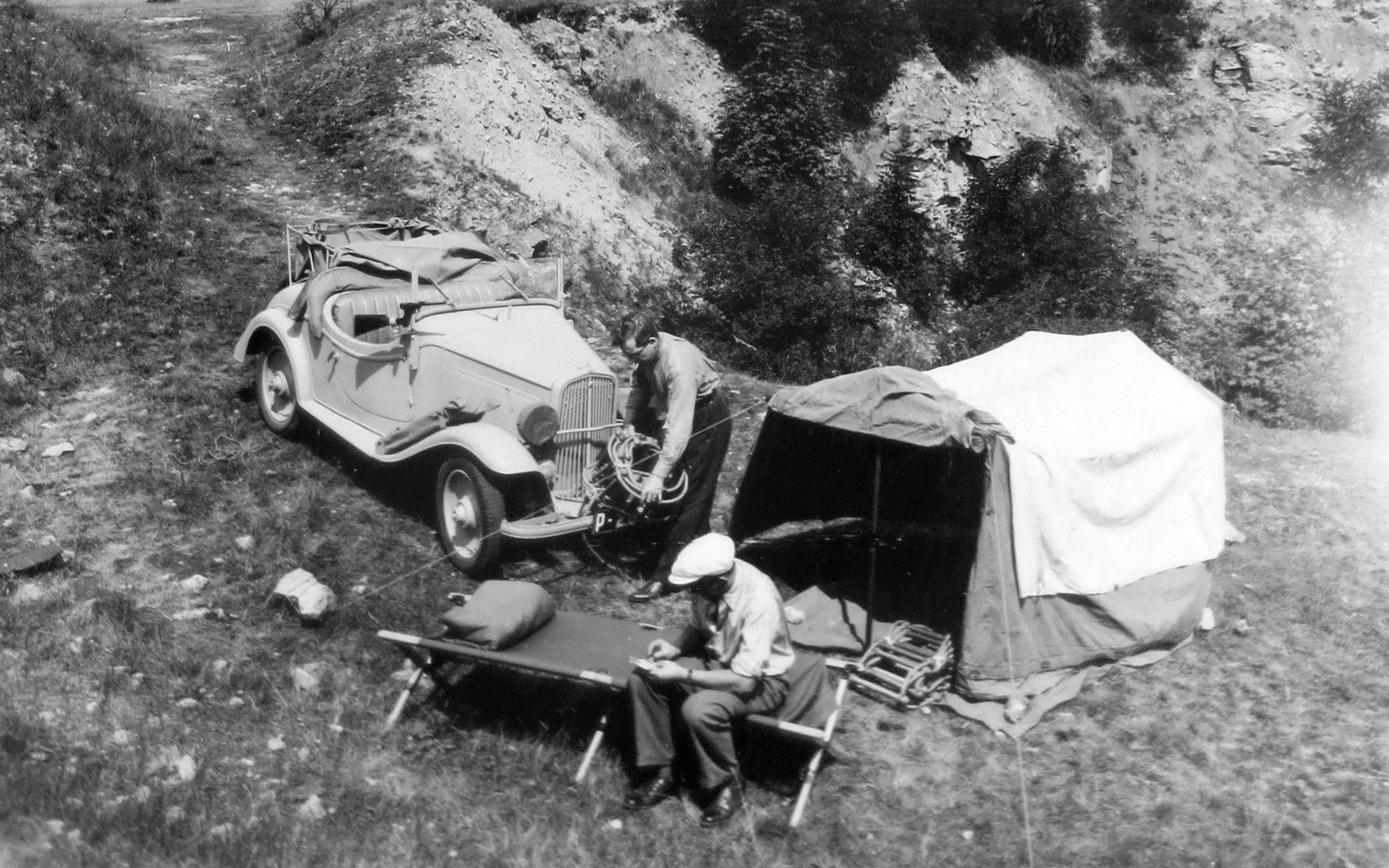
Bohemian Pioneer, příprava k jízdě

V lednu 1934 s továrním jezdcem Jindřichem Knappem se Forejt jako spolujezdec zúčastnil Rallye Monte Carlo. Dojeli na cestovním Walter Junioru do cíle na azurovém pobřeží bez trestných bodů, ale protože zvolili kratší trať ze španělské Valencie, získali méně „plusových“ bodů a obsadili 39. místo ve třídě do 1500 cm³ a 85. v absolutním pořadí.

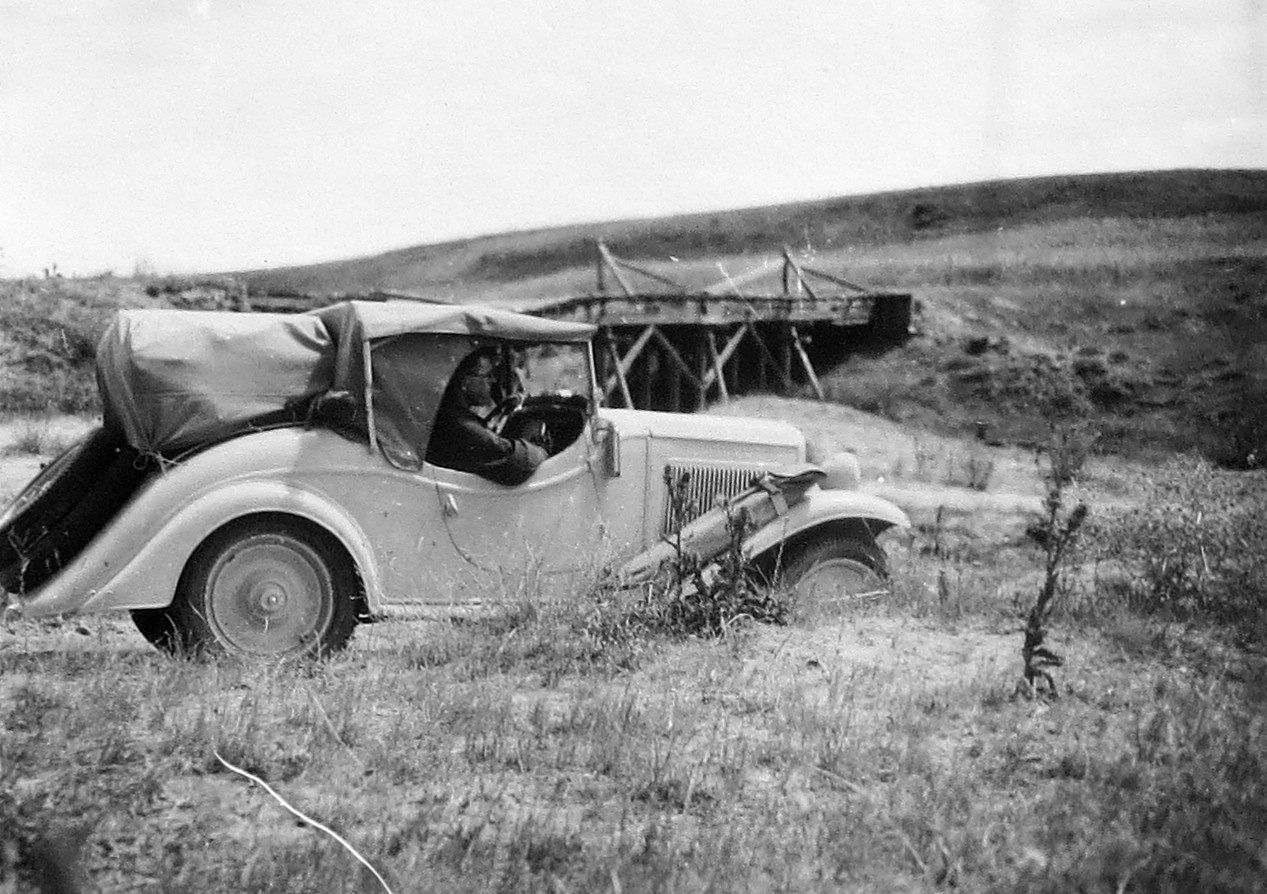
Bohemian Pioneer, na cestě

Velkého ohlasu v roce 1934 získala jízda Bohemian Pioneer po Středním východu redaktora Vladislava Forejta-Alana a dr. Bohumila Pospíšila s upraveným, žlutým roadsterem Walter Junior pro dálkovou jízdu. Úpravy spočívaly v zesílených pérech, v montáži přídavných nádrží na palivo a vodu, ve vybavení šesti náhradními pneumatikami a menší zásobou náhradních dílů. Vypravili se přes Balkán, Turecko a Sýrii do Iráku (Britský Irák) a dále do syrské pouště (Saúdská Arábie), do území krále Iráku Ibn Sauda, kde byli přijati jeho zahraničním ministrem Ibrahimem M. Muammarem. Byli nepřímými svědky tragédie na poušti, při níž se mezi věčným pískem nenávratně ztratil jeden Američan a sami prožili nesčetná dobrodružství a svízele cesty v nesnesitelném vedru. V arabské poušti také zabloudili, málem zahynuli a v nejvyšší nouzi je zachránili jezdci z karavany velbloudů. Přes oblast Džebel Drúz v jižní Sýrii se vrátili do civilizace, z Bejrútu do Terstu se přeplavili na malé italské lodi. Snímky a zprávy z jízdy Alana Forejta do tehdejší "Arábie" uveřejňovaly jak domovské Národní listy, tak časopis Motor Revue. Jízda byla zahájena v sobotu 23. června 1934 od pražského sídla Autoklubu a ukončena byla ve středu 15. srpna tamtéž. Oba cestovatelé tak projeli Balkán, Turecko, Sýrii, Irák, Saúdskou Arábii, Jordánsko a Izrael. Z automobilové pouti za mrtvým městem královny ze Sáby a o dobrodružstvích, která cestu Orientem provázela, pak Forejt napsal zajímavý cestopis Za karavanou mrtvých (1938).
V roce 1937 byl pověřen vedením motoristické rubriky Národních listů (automobilismus, motocyklistika, letectví), v lednu 1937 byl se Škodou Rapid na Rallye Monte Carlo. S dvěma novými vozy Jawa Minor cestoval s výpravou do Monte Carla a referoval o úspěchu Antonína Vitvara se standardní limuzínou Jawa Minor na 18. Rallye Automobile de Monte-Carlo 1939 (8. místo ve třídě do 750 cm³, 84. místo v celkovém pořadí a první cena v "soutěži pohodlí" Concours de Confort), aby pak v lednu až únoru 1939 výprava pokračovala v dálkové jízdě přes severní Afriku. Dva červeně vybarvené Minory ujely vzdálenost 7530 km z Prahy přes Alžír, Saharu, Tripolis, Syrakusy, Neapol a Řím zpět do Prahy. Dálkovou jízdu odřídili Vladislav Forejt-Alan spolu s M. Polákem a tov. Václav Jelínek s manželkou Zorou.
V cílové rallye jízdě k Velké ceně Tripolisu (7. května 1939) získali redaktor Alan-Forejt a továrník Jelínek na voze Aero 30 velmi čestné 3. místo. Vypuknutí druhé světové války ho zastihlo v Alžíru, ale vrátil se domů a opět nastoupil do redakce Národních listů; po jejich zastavení 1941 se stal spisovatelem z povolání. V pražském povstání v květnu 1945 se aktivně zúčastnil protiněmeckých bojů a utrpěl těžké zranění. Byl vyznamenán československým válečným křížem 1939.
V roce 1947 vykonal svou poslední, čtvrtou cestu do Ameriky, a to do Spojených států. Po návratu odmítl vstoupit do KSČ a měl zákaz publikační činnosti až do konce svého života. Žil střídavě v Dobřichovicích a na chalupě v Krkonoších. Byl znám jako zázračný bylinkář. Od prosince 1965 byl v hledáčku Státní bezpečnosti. Byl zařazen v Evidenci zájmových osob StB (EZO) pod značkou 595462. Ze samotného záznamu v EZO nelze ve většině případů dohledat konkrétní důvod, proč dotyčnou osobu StB evidovala.

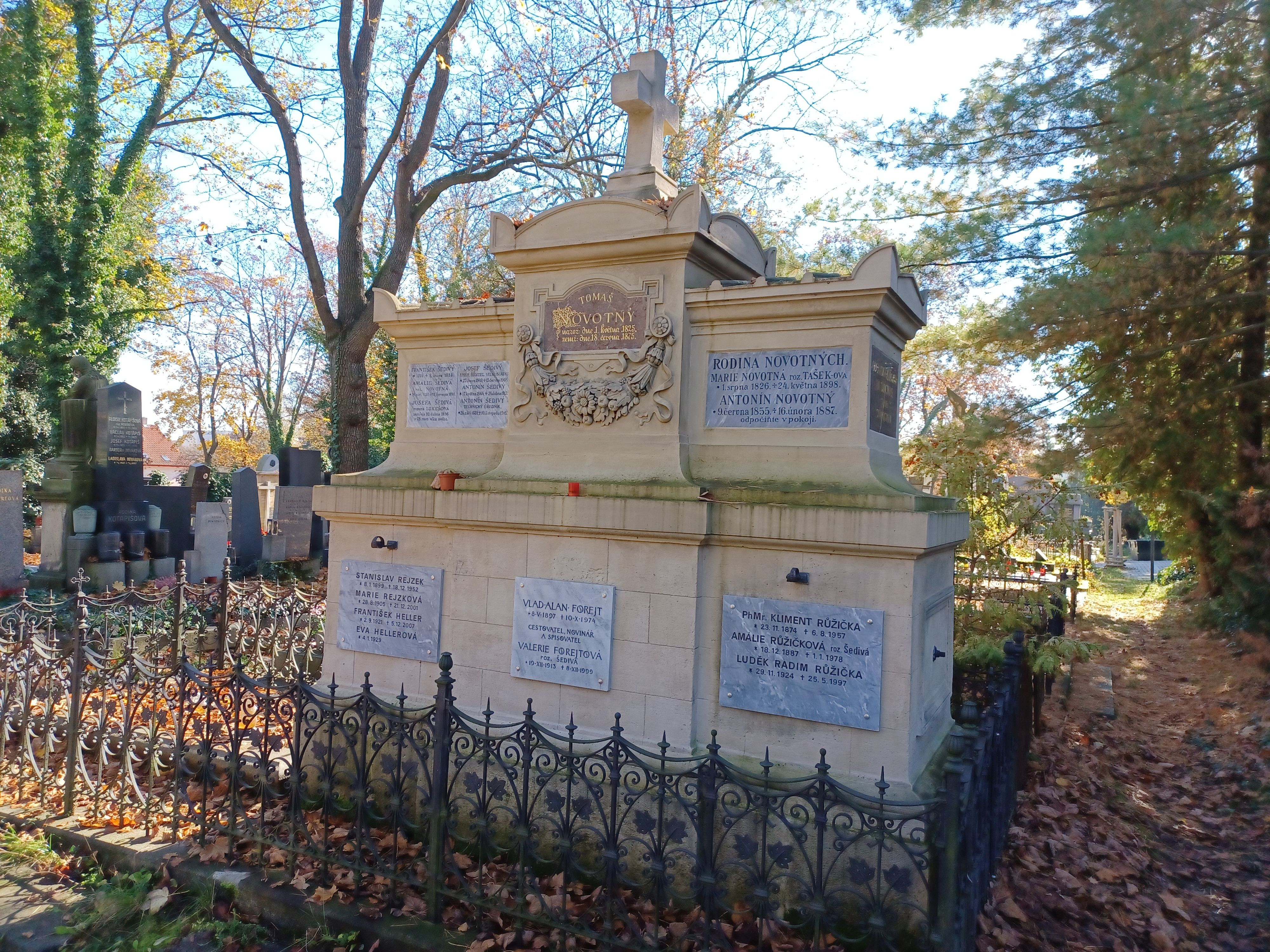
Vladislav Alan Forejt, hrob Malvazinky (2022)

Vladislav Forejt zemřel ve věku 77 let v Praze na srdeční infarkt. Pohřben je na pražském hřbitově na Malvazinkách.

## Publikační činnost
1. Amerikou s prázdnou kapsou (1940)
2. Od Kordiller k Mississippi (1930)
3. Pampa Florida (1943)
4. Bagdád volá Chicago (1941)
5. Žlutí křižáci (1942)
6. Za karavanou mrtvých (1938)

## Vyznamenání
- Československý válečný kříž 1939